# Martin Greiffenhagen
Martin Greiffenhagen (* 30. September 1928 in Bremervörde; † 2. Juni 2004 in Esslingen am Neckar) war ein deutscher Politikwissenschaftler. Er beschäftigte sich vor allem mit politischer Kulturforschung.

## Leben
Greiffenhagen war der Sohn von Gustav Greiffenhagen, Pastor an der St.-Stephani-Kirche in Bremen und Mitglied der Bekennenden Kirche. Die Kindheit und Jugend im Stephaniviertel war für ihn sehr prägend. 1948 legte er am Alten Gymnasium in Bremen das Abitur ab und absolvierte anschließend eine Buchhändlerlehre. Er studierte von 1950 bis 1956 Philosophie und Sozialwissenschaften an den Universitäten Heidelberg, Göttingen, Birmingham und Oxford.
1958 wurde er wissenschaftlicher Assistent an der Hochschule für Sozialwissenschaft in Wilhelmshaven. 1962 ging er als Professor für Politikwissenschaft an die Pädagogische Hochschule Lüneburg. 1965 wechselte er an die Universität Stuttgart, wo er Ordinarius für Politikwissenschaft war und das politikwissenschaftliche Institut leitete. Von 1991 bis 1992 war er Gründungsbeauftragter an der Pädagogischen Hochschule Erfurt.
Greiffenhagen beschäftigte sich u. a. mit der Geschichte der politischen Kultur in Deutschland. 1981 gab er gemeinsam mit seiner Frau, der Politikwissenschaftlerin Sylvia Greiffenhagen, das Handwörterbuch zur politischen Kultur der Bundesrepublik, das erste und einzige Nachschlagewerk dazu, heraus. Er veröffentlichte zur Reformtheorie, zur Kultur des Kompromisses und zum Verhältnis von Intellektuellen und Politik. Zu Beginn der 1980er Jahre wandte er sich der Generationenforschung zu, schrieb über die Anfälligkeit von Pfarrerskindern für totalitäre Ideologien, zeigte Parallelen von fanatischen Burschenschaftern, Freikorps-Soldaten und der Rote Armee Fraktion (RAF) auf. In seiner Autobiographie spiegelt er sein Leben unter den generellen Aspekten von Wissenschaften und kommt zu dem Schluss: „Nicht das Unverwechselbare, sondern das Verallgemeinerungsfähige meines Lebens ist es, das ich bemerkenswert finde.“ Er betonte: „…Identität ergibt sich nicht nur aus wissenschaftlicher Erkenntnis. Zum Einverständnis mit sich und der Welt gehört eine Fülle von Glücksquellen, die in ihrer Ungereimtheit doch Sinn geben.“ Im Jahr nach seiner Emeritierung als Ordinarius in Stuttgart publizierte er 1991 einen fakultativ übergreifenden Essay zum „Wohnen im Wertewandel“, zeitlos Relevantes zum Leben und Wohnen an sich thematisierend.
1994 erhielt er den Preis der Friedrich-Ebert-Stiftung, Das politische Buch. Der Preis wurde ihm und seiner Frau für die gemeinsam verfasste Studie Ein schwieriges Vaterland. Zur politischen Kultur im vereinigten Deutschland (1993) verliehen. Basierend auf einer früheren Untersuchung (1979) der beiden Autoren zur politischen Kultur der Bonner Bundesrepublik ist die Publikation  motiviert vom „Interesse einer doppelgleisigen Vernetzung unterschiedlichen Befunde in Ost- und Westdeutschland“.
1997 publizierte er seine Forschungen zur politischen Legitimität in Deutschland unter Einbezug zivilgesellschaftlicher Fragestellungen nach der Wiedervereinigung zweier höchst unterschiedlicher politischer Kulturen in Deutschland einerseits und an der Schwelle zu einem neuen Jahrtausend mit seinen zahlreichen Herausforderungen im globalen Wettbewerb ökonomischer und politisch sozialer Ordnungen andererseits. Sein prägnanter Befund hat zeitlos Bestand: Die Fähigkeit des Bürgers in einer demokratisch verfassten Gesellschaft sei essentiell, „ungeachtet des verständlichen Bedürfnisses nach Eindeutigkeit, mit Ambivalenzen zu leben.“ Und weiter: „Diese Tugend einer ‚Ambiguitätstoleranz‘ ist heute in besonderem Maße gefordert.“
In seiner letzten Untersuchung (1999) widmete sich Greiffenhagen den „Kulturen des Kompromisses“, einen Paradigmenwechsel fundamentaler Art thematisierend – den Wandel des Kompromisses vom strategischen Handeln hin zu einer bestimmten Lebensform in der demokratisch verfassten Gesellschaft. Auf die Frage nach den Voraussetzungen menschlichen Zusammenlebens in einer offenen Weltgesellschaft hat Greiffenhagen formuliert: „eine gute Kenntnis voneinander und der Wille, über lange Zeiträume friedlich miteinander auszukommen.“
„Zeitweise gehörte er zum Beraterkreis von Willy Brandt; als ‚skeptischer Aufklärer‘ begleitete er die aktuelle Politik mit Kommentaren in den Medien“, schrieb Der Spiegel in einem Nachruf am 16. Juni 2004. Und von Tilman Krause war zu Greiffenhagens Tod in Die Welt vom 10. Juni 2004 zu lesen: „… zum Altersruhesitz erkor er sich ein 500 Jahre altes Pfarrhaus in Esslingen, das er selbst renoviert hatte. Er kannte dieses Milieu, das sich gerade für Württemberg als so fruchtbar erwiesen hat, wie kein anderer.“
Greiffenhagen wohnte zuletzt in Esslingen am Neckar; er wurde auf dem Ebershaldenfriedhof beigesetzt.

## Werke (Auswahl)

### Monographien
- Kulturen des Kompromisses. Leske + Budrich, Opladen 2002, ISBN 3-8100-2388-4.
- mit Sylvia Greiffenhagen: Ein schwieriges Vaterland. Zur politischen Kultur im vereinigten Deutschland. List, 1993, ISBN 3-471-77668-0.
- Politische Legitimität in Deutschland. Bertelsmann Stiftung, Gütersloh 1997, ISBN 3-89204-332-9.
- Jahrgang 1928. Aus einem unruhigen Leben. Piper, München 1988, ISBN 3-492-10887-3.
- mit Sylvia Greiffenhagen: Das Glück. Realitäten eines Traums. Piper, München 1988, ISBN 3-492-03095-5.
- Die Aktualität Preußens. Fragen an die Bundesrepublik. Fischer Taschenbuch, Frankfurt am Main 1987, ISBN 3-596-23488-3.
- Von Potsdam nach Bonn. Zehn Kapitel zur politischen Kultur Deutschlands. Piper, München 1986, ISBN 3-492-03035-1.
- Propheten, Rebellen und Minister. Intellektuelle in der Politik. Piper, München 1986, ISBN 3-492-03046-7.
- Das Dilemma des Konservatismus in Deutschland. Piper, München 1984, ISBN 3-492-00462-8; Reprint bei Suhrkamp, Frankfurt 1986, ISBN 3-518-28234-4.
- Freiheit gegen Gleichheit? Zur Tendenzwende in der Bundesrepublik. Hoffmann und Campe, Hamburg 1975, Gütersloh 1987, ISBN 3-455-09164-4.

### Herausgeberschaften
- mit Sylvia Greiffenhagen, Katja Neller: Greiffenhagen: Handwörterbuch zur politischen Kultur der Bundesrepublik Deutschland. Westdeutscher Verlag, Wiesbaden 2002, ISBN 3-531-13209-1.
- mit Kurt E. Becker und Klaus Waltenbauer: Alphons Silbermanns Soziologie des Wohnens. Eine Dokumentation. Domus-Verlag, Bonn 1991, ISBN 3-87169-3669.
- Das evangelische Pfarrhaus. Eine Kultur- und Sozialgeschichte. Kreuz-Verlag, Stuttgart 1984, ISBN 3-7831-0751-2.
- Pfarrerskinder. Autobiographisches zu einem protestantischen Thema. Kreuz-Verlag, Stuttgart 1982; Reprint im Gütersloher Verlagshaus Mohn, Gütersloh 1987, ISBN 3-7831-0656-7.
- Demokratisierung in Staat und Gesellschaft. Piper, München 1982, ISBN 3-492-02037-2.
- mit Wolfgang Däubler: Zur Theorie der Reform. Entwürfe und Strategien. C.F. Müller, Heidelberg 1982, ISBN 3-8114-1778-9.
- mit Hermann Scheer: Die Gegenreform. Rowohlt-Taschenbuch, Reinbek 1982, ISBN 3-499-11943-9.
- Emanzipation. Hoffmann und Campe, Hamburg 1982, ISBN 3-455-09085-0.
- Kampf um Wörter? Politische Begriffe im Meinungsstreit. Hanser, München 1980, ISBN 3-446-13159-0.
- mit Rainer Prätorius: Ein mühsamer Dialog. Beiträge zum Verhältnis von Politik und Wissenschaft. Europäische Verlagsanstalt, 1979, ISBN 3-434-20112-2.
- mit Reinhard Kühnl und Johann Baptist Müller: Totalitarismus. Zur Problematik eines politischen Begriffs. List Verlag, München 1972, ISBN 3-471-61556-3.